# Fărcaș
Fărcaș è un comune della Romania di 1 991 abitanti, ubicato nel distretto di Dolj, nella regione storica dell'Oltenia.
Il comune è formato dall'unione di 5 villaggi: Amărăști, Fărcaș, Golumbelu, Golumbu, Plopu-Amărăști.